# ヴァシリー・アジャーエフ

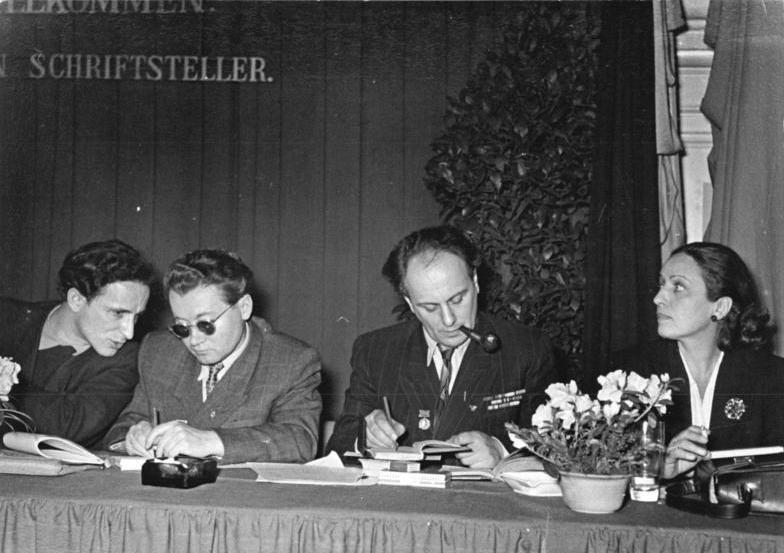
アジャーエフ（サングラス着用）、エヴゲーニー・ドルマトフスキー（右から二番目）、:en:Paul Wiens（一番左）、 :en:Grete Weiskopf（一番右）、1954年に撮影

ヴァシリー・アジャーエフ（英語:Vasily Nikolayevich Azhayev、ロシア語:Васи́лий Никола́евич Ажа́ев、1915年2月12日（旧暦では1月30日） - 1968年4月27日）は、ソビエト連邦（現:ロシア）の小説家である。
1944年にゴーリキー文学大学（en:Maxim Gorky Literature Institute）を卒業し、1948年に書いた小説『モスクワを遠くはなれて』で翌年1949年にスターリン賞を受賞した。なお日本では鹿島保夫、黒田辰男、丸山政男が『モスクワを遠くはなれて』を共訳し創芸社より、出版されている。